# Daniel Yuste
Pour les articles homonymes, voir Yuste.
Daniel Yuste Escolar, né le 17 novembre 1944 à Leganés et mort le 26 mars 2020 à Madrid, est un coureur cycliste espagnol des années 1960 et 1970.

## Carrière
En 1966, Daniel Yuste remporte chez les amateurs le Tour de Ségovie. En 1968, il est quatrième du championnat d'Espagne sur route amateurs. La même année, il est sur piste champion d'Espagne de poursuite amateurs et est le seul cycliste espagnol à participer aux Jeux olympiques de 1968 à Mexico, où il se classe treizième de la poursuite. En 1969, il passe professionnel chez Pepsi-Cola. Il devient champion d'Espagne de poursuite et en collaboration avec José Gómez Lucas il gagne la course à l'américaine. La même année, il établit un record d'Espagne des 5 kilomètres en piste en 6 minutes et 10,64 secondes.
Il n'obtient pas de résultats notables sur route. Son meilleur classement est une 16e place sur le Tour d'Andalousie. En 1970, il met fin à sa carrière de cycliste.
Il meurt à Madrid le 26 mars 2020 de la maladie à coronavirus,.

## Palmarès
- 1966
  - Tour de Ségovie
- 1968
  -  Champion d'Espagne de poursuite amateurs
- 1969
  -  Champion d'Espagne de poursuite
  -  Champion d'Espagne de course à l'américaine (avec José Gómez Lucas)